# Freak of Nature
Freak of Nature é o segundo álbum de estúdio da cantora pop Anastacia, lançado a 26 de Novembro de 2001 no Reino Unido, e mais tarde a 21 de Dezembro de 2001 no resto do mundo. Foi produzido por Ric Wake, com a ocasional produção de Sam Watters, Louis Biancaniello e Richie Jones. O álbum entrou, alcançando também como melhor posição, vigésima sétima posição na Billboard 200, foi ainda posição quatro no Reino Unido e número um na Alemanha, Suíça, Países Baixos, Bélgica, Suécia, Dinamarca e Noruega.
Foi lançada uma nova versão do álbum a 4 de Novembro de 2002, consistiu numa edição de colecção, com um disco bónus, faixas extra e gravações ao vivo.

## Edição Europeia
1. "Freak of Nature" - 3:39
2. "Paid My Dues" - 3:21
3. "Overdue Goodbye" - 4:34
4. "You'll Never Be Alone" - 4:21
5. "One Day in Your Life" - 3:28
6. "How Come the World Won't Stop" - 4:03
7. "Why'd You Lie to Me" - 3:43
8. "Don'tcha Wanna" - 3:43
9. "Secrets" - 5:22
10. "Don't Stop (Doin' It)" - 4:21
11. "I Dreamed You" - 5:04
12. "Overdue Goodbye" (Reprise) - 1:35
13. "Boom" - 3:39

### Edição Norte-americana
1. "Freak of Nature" - 3:39
2. "Paid My Dues" - 3:21
3. "Overdue Goodbye" - 4:34
4. "You'll Never Be Alone" - 4:21
5. "One Day in Your Life" - 3:28
6. "How Come the World Won't Stop" - 4:03
7. "I Thought I Told You That" (com Faith Evans) - 3:35
8. "Why'd You Lie to Me" - 3:43
9. "Don'tcha Wanna" - 3:43
10. "Secrets" - 5:22
11. "Don't Stop (Doin' It)" - 4:21
12. "I Dreamed You" - 5:04
13. "Overdue Goodbye" (Reprise) - 1:35

### Edição de Colecção
(Disco 1 contém as mesmas faixas do que a edição Europeia)

#### Edição Europeia e Australiana
1. "I Thought I Told You That" (com Faith Evans) – 3:35
2. "Someday My Prince Will Come" (Frank Churchill, Larry Morey) – 3:44
3. "Boom" – 3:19
4. "Paid My Dues" (The S-Man's Darkstar Mix) – 5:17
5. "One Day in Your Life" (Hex Hector/Mac Quayle Club Mix) – 10:12
6. "Why'd You Lie to Me" (Nu Soul DNB Mix) – 6:38
7. "Freak of Nature" (Ao vivo no Japão a 13 de Setembro de 2002) – 4:23
8. "Overdue Goodbye" (Ao vivo no Japão a 13 de Setembro de 2002) – 5:41

#### Edição Americana
1. "I Thought I Told You That" (com Faith Evans) – 3:35
2. "Someday My Prince Will Come" – 3:44
3. "Paid My Dues" (The S-Man's Darkstar Mix) – 5:17
4. "One Day in Your Life" (Hex Hector/Mac Quayle Club Mix) – 10:12
5. "Why'd You Lie to Me" (Nu Soul DNB Mix) – 6:38
6. "Freak of Nature" (Ao vivo no Japão a 13 de Setembro de 2002) – 4:23
7. "Overdue Goodbye" (Ao vivo no Japão a 13 de Setembro de 2002) – 5:41

## Histórico de lançamento
| País           | Data                   | Formato                  | Editora       |
| -------------- | ---------------------- | ------------------------ | ------------- |
| Reino Unido    | 26 de Novembro de 2001 | CD                       | Sony          |
| Reino Unido    | 11 de Novembro de 2002 | 2× CD edição de colecção | Sony          |
| França         | 26 de Novembro de 2001 | CD                       | Sony          |
| França         | 11 de Novembro de 2002 | 2× CD edição de colecção | Sony          |
| Alemanha       | 26 de Novembro de 2001 | CD                       | Sony          |
| Alemanha       | 11 de Novembro de 2002 | 2× CD edição de colecção | Sony          |
| Países Baixos  | 26 de Novembro de 2002 | CD                       | Sony          |
| Países Baixos  | 11 de Novembro de 2002 | 2× CD edição de colecção | Sony          |
| Austrália      | 26 de Novembro de 2002 | CD                       | Sony          |
| Austrália      | 25 de Novembro de 2002 | 2× CD edição de colecção | Sony          |
| Estados Unidos | 18 de Junho de 2002    | CD                       | Epic/Daylight |
| Estados Unidos | 18 de Novembro de 2002 | 2× CD edição de colecção | Epic/Daylight |
| Japão          | 14 de Julho de 2002    | CD                       | Sony          |

## Desempenho

### Certificações
| País          | Certificador | Certificação | Vendas    |
| ------------- | ------------ | ------------ | --------- |
| Austrália     | ARIA         | Platina      | 70,000    |
| Áustria       | IFPI         | Platina      | 20,000    |
| Bélgica       | IFPI         | Platina      | 30,000    |
| Dinamarca     | IFPI         | Platina      | 30,000    |
| Europa        | IFPI         | 3× Platina   | 3,000,000 |
| Finlândia     | IFPI         | Platina      | 39,275    |
| França        | SNEP         | 2× Ouro      | 230,500   |
| Alemanha      | IFPI         | 3× Platina   | 600,000   |
| Hungría       | Mahasz       | Ouro         | 3,000     |
| Países Baixos | NVPI         | 2× Platina   | 120,000   |
| Nova Zelândia | RIANZ        | Ouro         | 7,500     |
| Noruega       | IFPI         | 2× Platina   | 60,000    |
| Polónia       | ZPAV         | Platina      | 10,000    |
| Suécia        | IFPI         | 2× Platina   | 80,000    |
| Suíça         | IFPI         | 5× Platina   | 200,000   |
| Reino Unido   | BPI          | 3× Platina   | 900,000   |

### Posições
| Tabela musicais (2001)                | Melhor posição |
| ------------------------------------- | -------------- |
| Dutch Albums Chart                    | 1              |
| Italian FIMI Albums Chart             | 3              |
| New Zealand RIANZ Albums Chart        | 39             |
| Swiss Albums Chart                    | 1              |
| Tabelas musicais (2002)               | Melhor posição |
| Australian ARIA Albums Chart          | 10             |
| Austrian Albums Chart                 | 2              |
| Danish Albums Chart                   | 1              |
| Belgian Ultratop 50 Albums (Flanders) | 1              |
| Belgian Ultratop 50 Albums (Wallonia) | 12             |

| Tabelas musicais (2002)       | Melhor posição |
| ----------------------------- | -------------- |
| European Top 100 Albums       | 1              |
| Finnish Albums Chart          | 8              |
| French SNEP Albums Chart      | 15             |
| German Albums Chart           | 1              |
| Hungarian Mahasz Albums Chart | 5              |
| Irish Albums Chart            | 7              |
| Norwegian Albums Chart        | 1              |
| Polish Albums Chart           | 7              |
| Swedish Albums Chart          | 1              |
| UK Albums Chart               | 4              |
| U.S. Billboard 200            | 27             |